# Kapel Am Guten Mann
De kapel Am Guten Mann is een kapel vlak bij de kerncentrale van de Duitse plaats Mülheim-Kärlich, Rijnland-Palts. De op een kleine heuvel aan de Rijn gelegen kapel werd in 1838 naar een ontwerp van Johann Claudius von Lassaulx gebouwd en is het eigendom van de parochiegemeente Kärlich.

## Geschiedenis
Reeds in 1162 bevond zich op de plaats een leprozenhuis, waarbij ook een kapel moet hebben gestaan. Het waren kartuizers  uit Koblenz die er de melaatsen verzorgden en in de kapel de erediensten opdroegen.
Op 25 mei 1499 consecreerde de wijbisschop van Trier, Johann von Eindhoven, een nieuwbouw. Het aantal patiënten nam destijds nog toe, maar tegen het einde van de 17e eeuw verbeterde de situatie en vervielen de gebouwen door verminderd gebruik.
Vanaf 1700 kwamen hermieten naar het leprozenhuis, die eerst nog zieken verzorgden, maar later mensen op doorreis onderdak boden. Volgens de overlevering behoorde het eveneens tot hun taak om tijdens de duisternis de voorbijvarende schepen en vlotten te waarschuwen. De laatste heremiet stierf op 1 september 1765.
In de jaren 1746-1747 werd een nieuwe kapel gebouwd, die in 1795 tijdens de Franse Revolutie bij beschietingen op Neuwied verwoest werd. Het was de burgers echter gelukt de inventaris zoals beelden en schilderijen tijdig in zekerheid te brengen. De huidige kapel werd in 1838 gebouwd.

## Naam
De merkwaardige naam van de kapel heeft betrekking op de bewoners van het leprozenhuis, wier bewegingsvrijheid zich beperkte binnen een bepaald gebied tot de grens van de plaatselijke bebouwing. Met een ratelaar moesten de zieken zich kenbaar maken; daarbij moesten ze Guter Mann roepen om aan te geven dat ze vreedzame bedoelingen hadden. De grens tot waar de zieken de plaats mochten naderen, werd gemarkeerd door een wegschrijn aan de Rheinstraße.

## Inrichting
Het driedelige barokke altaar stamt uit circa 1700. Later werd een olieverfschilderij van de heilige Bernardus van Clairvaux, die de gekruisigde Christus omarmt, in de middenveld van het altaar ingevoegd. Het schilderij wordt gedateerd als laat-18e-eeuws. Sinds de renovatie van de jaren 1980-1981 is het schilderij vervangen door een piëta. Tot de inrichting behoorde verder een Madonna op een maansikkel (1750), beelden van de evangelist Johannes en Johannes van Nepomuk, vier kleinere houten beelden, een crucifix en een schilderij van de Veertien Noodhelpers.
Schutspatronen van de kapel zijn de heilige Nicolaas en Onze-Lieve-Vrouw van Smarten, waarvan een houten beeld uit circa 1630 aanwezig was. Deze piëta werd na een restauratie en het verwijderen van oude verflagen voorzien van nieuwe kleuren en bevindt zich tegenwoordig in de Sint-Mauritiuskerk. De huidige piëta in de kapel is een werk van de beeldhouwster Irma Rückert uit Offenbach.
Nadat de oude beelden en schilderijen in het begin van de jaren 1970 uit veiligheidsoverwegingen waren ondergebracht in de parochiekerk van Kärlich, werden er ter vervanging vier kleine beelden van Irma Rückert geplaatst, die als patroonheiligen bij de geschiedenis van de kapel en de parochiegemeente van Kärlich horen Mauritius, Maria Magdalena, Nicolaas van Myra en Johannes Nepomuk.

## Vensters
De twee ronde, tegenover elkaar liggende vensters zijn door Werner Persy ontworpen en vormen een eerbetoon aan het werk dat de heremieten bij de kapel verrichtten. Ze beelden scènes uit van het dagelijkse werk van de heremieten. Op het ene venster is een heremiet te zien die zich over een melaatse ontfermt, op het andere venster een heremiet die met zijn lantaarn de schepen op de Rijn waarschuwt voor de gevaren van de rivier.

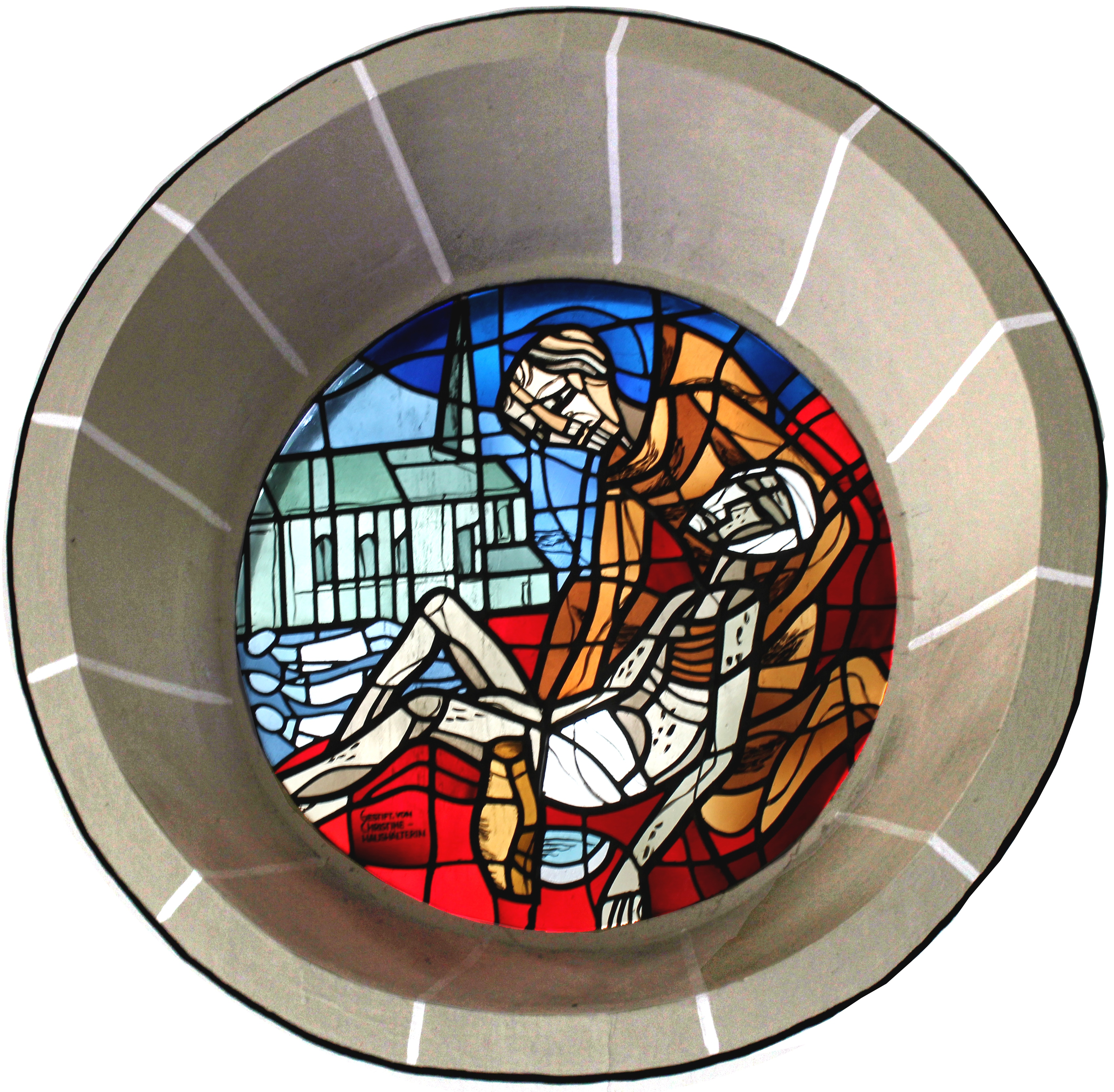
De heremiet verpleegt een melaatse.
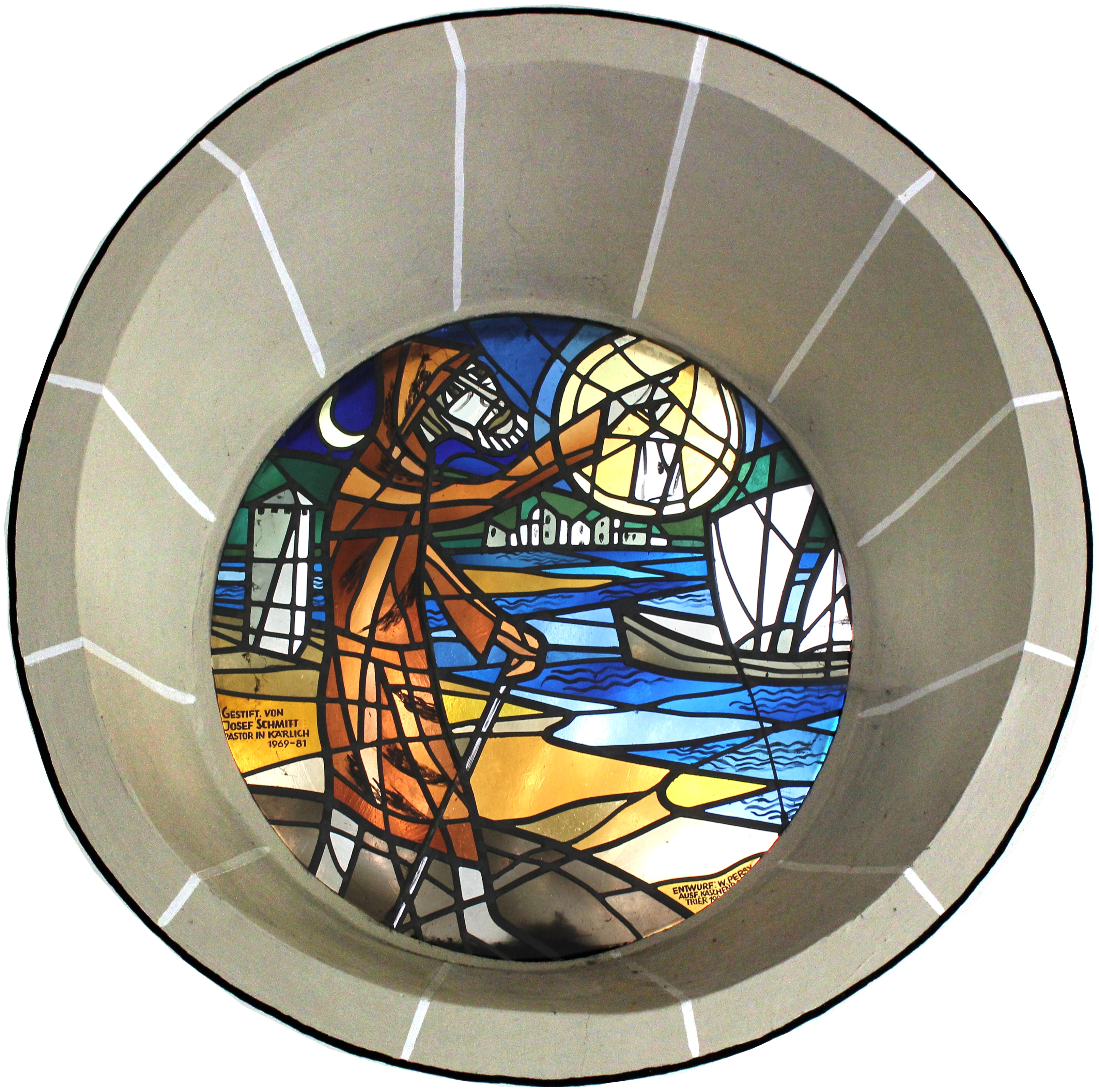
Een heremiet waarschuwt een schip.